# Coretta Storz
Coretta Storz (* 1986 in Leinefelde) ist eine deutsche Politikerin (Bündnis 90/Die Grünen).

## Leben
Storz wuchs in Eisenach, Istanbul und Jena auf. Sie absolvierte ein Studium der Germanistik an der TU Chemnitz, das sie mit dem Master abschloss. Seit 2016 ist sie freiberuflich im Bereich Deutsch als Fremdsprache tätig. Von 2023 bis 2024 war sie Büroleiterin des sächsischen Landtagsabgeordneten Volkmar Zschocke.
Bei der Landtagswahl in Sachsen 2024 kandidierte Storz im Wahlkreis Chemnitz 3 und auf Platz 7 der Landesliste der Grünen, verfehlte jedoch den Einzug in den Landtag. Bei der Bundestagswahl 2025 kandidierte sie ebenfalls auf Platz 7 der sächsischen Landesliste der Grünen und verfehlte den Einzug in den Bundestag.
Am 17. Mai 2025 wurde Storz gemeinsam mit Martin Helbig zur Landesvorsitzenden von Bündnis 90/Die Grünen Sachsen gewählt.